# Kazimierz Dolny (gemeente)
De gemeente Kazimierz Dolny is een stad- en landgemeente in het Poolse woiwodschap Lublin, in powiat Puławski.
De zetel van de gemeente is in miasto Kazimierz Dolny.
Op 30 juni 2004 telde de gemeente 7060 inwoners.

## Oppervlakte gegevens
In 2002 bedroeg de totale oppervlakte van gemeente Kazimierz Dolny 72,49 km², waarvan:
- agrarisch gebied: 62%
- bossen: 27%

De gemeente beslaat 7,77% van de totale oppervlakte van de powiat.

## Demografie
Stand op 30 juni 2004:
| Omschrijving                   | Totaal | Totaal | Vrouwen | Vrouwen | Mannen | Mannen |
| ------------------------------ | ------ | ------ | ------- | ------- | ------ | ------ |
| eenheid                        | aantal | %      | aantal  | %       | aantal | %      |
| inwoners                       | 7060   | 100    | 3635    | 51,5    | 3425   | 48,5   |
| bevolkingsdichtheid (inw./km²) | 97,4   | 97,4   | 50,1    | 50,1    | 47,2   | 47,2   |

In 2002 bedroeg het gemiddelde inkomen per inwoner 1725,31 zł.

## Plaatsen
De gemeente bestaat uit de stad Kazimierz Dolny (6 sołectwo) en 8 sołectwo: Bochotnica, Parchatka, Rzeczyca, Rzeczyca-Kolonia, Skowieszynek, Wierzchoniów, Witoszyn, Zbędowice.

## Aangrenzende gemeenten
Karczmiska, Końskowola, Janowiec, Puławy, Wąwolnica, Wilków